# Unterseeboot UC-73
Pour les autres navires du même nom, voir Unterseeboot 73.
L'Unterseeboot UC-73 est un sous-marin (U-Boot) mouilleur de mines allemand de type UC II utilisé par la Kaiserliche Marine pendant la Première Guerre mondiale. Le U-boot a été commandé le 12 janvier 1916 et lancé le 26 août 1916. Il a été mis en service dans la marine impériale allemande le 24 décembre 1916 sous le nom de UC-73. Au cours de dix patrouilles, l'UC-73 a coulé 16 navires, soit par ses torpilles, soit par les mines qu’il a posées. L'UC-73 s'est rendu le 6 janvier 1919 et a été démantelé à Brighton Ferry en 1919-1920. 

## Conception
Sous-marin de type UC II, l'UC-73 avait un déplacement de 415 tonnes en surface et de 498 tonnes en plongée. Il avait une longueur hors tout de 50,52 m, un maître-bau de 5,22 m et un tirant d'eau de 3,73 m. Le sous-marin était propulsé par deux moteurs diesel 6 cylindres à quatre temps produisant chacun 290 à 300 ch (210 à 220 kW), soit un total de 730 à 730 ch (430 à 440 kW), et par deux moteurs électriques produisant 730 ch (473 kW), actionnant deux arbres d'hélice.
Le sous-marin avait une vitesse maximale de 11,6 nœuds (21,5 km/h) en surface et de 7,3 nœuds (13,5 km/h) en immersion. Son autonomie était de de 8736 à 9450 milles marins (17340 à 17500 km) à 7 nœuds (13 km/h) en surface, et de 52 milles marins (96 km) à 4 nœuds (7,4 km/h) en immersion. Il lui fallait 48 secondes pour plonger, et il était capable d’opérer à une profondeur maximale de 50 mètres.
L'UC-73 était équipé de trois tubes lance-torpilles de 500 mm, un à l’arrière et deux à l’avant, avec sept torpilles, et d’un canon de pont de 8,8 cm SK L/30. Mais son arme principale était ses six puits de mine de 1000 mm portant dix-huit mines UC 200. Son effectif était de vingt-six membres d’équipage.

## Affectations
- Mittelmeer / Mittelmeer I Flottille : du 6 juin 1917 au 11 novembre 1918

## Commandants
- Kapitänleutnant Kurt Schapler : du 24 décembre 1916 au 26 novembre 1917
- Oberleutnant zur See Walter Wiedemann : du 27 novembre 1917 au 29 mai 1918
- Oblt.z.S. Otto Gerke : du 30 mai au 14 juillet 1918
- Oblt.z.S. Franz Hagen : du 15 juillet au 2 décembre 1918

## Navires coulés
| Date             | Nom                   | Nationalité      | Tonnage | Destin    |
| ---------------- | --------------------- | ---------------- | ------- | --------- |
| 1 mai 1917       | Imberhorne            | Finlande         | 2042    | Coulé     |
| 3 mai 1917       | Mezly                 | France           | 1568    | Coulé     |
| 3 mai 1917       | Misurata              | Royaume d'Italie | 2691    | Coulé     |
| 26 mai 1917      | Agragas               | Royaume d'Italie | 850     | Coulé     |
| 31 mai 1917      | Rosebank              | United Kingdom   | 3837    | Coulé     |
| 28 août 1917     | Saint Joseph          | France           | 5796    | Endommagé |
| 7 octobre 1917   | Georgios              | Grèce            | 560     | Coulé     |
| 14 octobre 1917  | Lido G.               | Royaume d'Italie | 1003    | Coulé     |
| 28 décembre 1917 | Dauno                 | Royaume d'Italie | 455     | Coulé     |
| 29 mars 1918     | Voilier non identifié | Grèce            | 18      | Coulé     |
| 29 mars 1918     | Voilier non identifié | Grèce            | 18      | Coulé     |
| 29 mars 1918     | Voilier non identifié | Grèce            | 18      | Coulé     |
| 29 mars 1918     | Voilier non identifié | Grèce            | 18      | Coulé     |
| 29 mars 1918     | Voilier non identifié | Grèce            | 5       | Coulé     |
| 29 mars 1918     | Voilier non identifié | Grèce            | 5       | Coulé     |
| 29 mars 1918     | Voilier non identifié | Grèce            | 5       | Coulé     |
| 8 juillet 1918   | Horta                 | Portugal         | 3472    | Coulé     |